# Two-pack
- États membres de la zone euro : 20 pays (Allemagne, Autriche, Belgique, Chypre, Croatie, Espagne, Estonie, Finlande, France, Grèce, Irlande, Italie, Lettonie, Lituanie, Luxembourg, Malte, Pays-Bas, Portugal, Slovaquie, Slovénie)
- Micro-États non membres de l'UE utilisant l'euro avec l'accord de l'UE : 4 pays (Andorre, Monaco, Saint-Marin et Vatican)
- États non membres de l'UE qui ont adopté l'euro unilatéralement : 2 pays (Kosovo et Monténégro)
- États membres de l'Union européenne (UE) qui ont rejoint le MCE II : 1 pays (Bulgarie)
- État membre de l'UE faisant partie du MCE II mais qui est exempté de l'obligation de rejoindre la zone euro (Danemark).
- États membres de l'UE qui ont l'obligation  de rejoindre la zone euro : 5 pays (Hongrie, Pologne, Roumanie, Suède et Tchéquie)

Le two-pack est un couple de règlements entrés en vigueur le 30 mai 2013 dans l'ensemble de la zone euro, afin de renforcer le six-pack, applicable à l'ensemble des États membres de l'Union européenne depuis 2011. L'objectif du two-pack est de renforcer la transparence et la coordination des décisions budgétaires nationales, tout en prenant mieux en compte les besoins spécifiques des États liés par cette zone monétaire. Sur un plan plus large, il s'agit également de tendre vers une Union économique et monétaire (UEM) plus approfondie et plus intégrée, capable de mieux résister aux chocs économiques internationaux, de développer une économie prospère à long terme (objectifs repris dans la stratégie Europe 2020) et de maîtriser au mieux les finances publiques de l'ensemble des États membres ; c'est pourquoi ces deux « packs » se complètent au sein de la procédure du semestre européen, en fonction de l'appartenance des États à la zone euro.

## Contenu
La Commission européenne a rendu publics le 27 mai 2013 les deux règlements compris dans le two-pack :
- Règlement (UE) n° 472/2013 du Parlement européen et du Conseil du 21 mai 2013 relatif au renforcement de la surveillance économique et budgétaire des États membres de la zone euro connaissant ou risquant de connaître de sérieuses difficultés du point de vue de leur stabilité financière[EUR-Lex 1].
- Règlement (UE) n° 473/2013 du Parlement européen et du Conseil du 21 mai 2013 établissant des dispositions communes pour le suivi et l'évaluation des projets de plans budgétaires et pour la correction des déficits excessifs dans les États membres de la zone euro[EUR-Lex 2].

## Objectifs
Renforcer considérablement les prérogatives de la Commission.  Celle-ci a, la capacité d’imposer des programmes d’ajustement économique aux États en difficulté financière et posant un risque pour la zone Euro, avec tout un système d’indicateurs, des amendes financières en cas de non-respect.

## Sources

### Législation sur EUR-Lex
1. ↑  « Règlement 472/2013 du Parlement européen et du Conseil du 21 mai 2013 relatif au renforcement de la surveillance économique et budgétaire des États membres de la zone euro connaissant ou risquant de connaître de sérieuses difficultés du point de vue de leur stabilité financière », sur EUR-Lex, 21 mai 2013, Journal officiel n° L 140 du 27.5.2013, p. 1 – 10.
2. ↑  « Règlement 473/2013 du Parlement européen et du Conseil du 21 mai 2013 établissant des dispositions communes pour le suivi et l'évaluation des projets de plans budgétaires et pour la correction des déficits excessifs dans les États membres de la zone euro », sur EUR-Lex, 21 mai 2013, Journal officiel n° L 140 du 27.5.2013, p. 11 – 23.

## Compléments